# Castillo da Frouxeira
El Castillo da Frouxeira o Fortaleza da Frouxeira está situado en la parroquia de Santa Cilla do Valadouro en el municipio lucense de Foz. Está localizado en el Pico da Frouxeira, a 427 metros sobre el nivel del mar. Actualmente solo se conservan algunas ruinas del castillo. No se debe confundir esta fortaleza da Frouxeira con el Castillo de Castrodouro en Alfoz. Este castillo ha sido declarado como BIC.

## Historia
La fortaleza da Frouxeira perteneció a la mitra mindoniense y probablemente se convirtió en uno de los bienes que Pardo de Cela recibió como dote de boda al casar con Isabel de Castro, hija del conde Pedro Álvarez Osorio y de Beatriz Enríquez de Castilla. En la Frouxeira, desde principios del año 1481 hasta casi la muerte del mariscal, en diciembre del año 1483, Pero Pardo realizó una brava defensa frente a las tropas de los Reyes Católicos, capitaneadas por Luis de Mudarra y comandadas por Fernando de Acuña, quién dijo al año y medio de estar combatiendo en Galicia:
Se conoce además, por testimonio de Luis de Mudarra, que murieron muchas personas durante el asedio. Cierto es que A Frouxeira, por su situación geográfica, era prácticamente inexpugnable, de ahí que las tropas castellanas no fueron capaces de conquistarla y derrotar a Pardo de Cela, por lo que se trazó la trama de la traición y, una vez sido traicionado el mariscal, derruyeron totalmente el castillo sin dejar piedra sobre piedra. En la actualidad solamente quedan aquellos restos que ni el tiempo es capaz de borrar.

## Cantares sobre A Frouxeira
Gracias a los cantares de la época se conoce el nombre del traidor: Roi Cofano do Valedouro
    “Destes fora Capitán

    o Cofano do Valedouro

    Que ainda anque fora un mouro

    Non me deran mais afán”.

Estos dos hechos, la defensa y la traición, fueron motor de inspiración para bardos y rapsodas. Se conoce también que poco después de ser degollado el Mariscal, se escribió un "cantar" o conocido como "Pranto da Frouxeira", en que se mitifica la dura batalla que libraron el mariscal y sus criados
    “A min chaman toda Mira

    Señora do gran tesouro,

    Por estrela esclarecida,

    xago neste Valedouro”,

Acto seguido, el cantar recoge la traición
    “De min a triste Frouseyra

    Que por treyçon foy vendida

    Derribada na ribeyra

    Ca jamais se veo vencida”,